# Cappelletti
I cappelletti sono un formato di pasta all'uovo ripiena tradizionale originario soprattutto della cucina romagnola ed in parte di quella emiliana. Sono diffusi, seppur con differenti dimensioni e ripieni, in tutta la Romagna, nelle province emiliane di Ferrara e Reggio Emilia, nelle Marche ed in Umbria. Sono così chiamati per la forma caratteristica che ricorda un cappello. Si ottengono tagliando la sfoglia di pasta in quadrati, al centro dei quali viene posto il ripieno. La pasta viene quindi piegata in due a triangolo, unendo poi, sovrapponendole, due estremità. Vengono serviti tradizionalmente in brodo di carne. Rispetto ai tortellini, hanno una diversa forma (sono chiusi senza lasciare la cavità centrale), maggiori dimensioni, pasta più spessa e ripieno differente. Nella provincia di Parma il termine cappelletti (caplèt) è spesso usato come sinonimo di un prodotto diverso, gli anolini.

## Storia
In Romagna, il primo riferimento storico certo sulla preparazione dei cappelletti sembra risalire al 1811. In seguito la ricetta si è diffusa in Emilia, successivamente nelle Marche e quindi più tardi anche in Umbria.

## Zone di produzione

### Romagna
(Dalla relazione del prefetto di Forlì, Leopoldo Staurenghi, sugli usi e costumi dei contadini del suo territorio, datata 1811)
I cappelletti (caplét) sono il piatto d'elezione per le grandi feste in Romagna. Seguono ricette leggermente diverse nel ripieno (cumpens) generalmente a base di formaggi diversi e ricotta, speziati con noce moscata e scorza di limone grattugiata, in qualche caso con aggiunta di petto di cappone, o altra carne.
A Faenza hanno un ripieno (batù) di formaggi morbidi, parmigiano, noce moscata e senza alcun tipo di carne L'imolese invece è l'unica zona di Romagna in cui il ripieno è a base di carne. A Cesena, nei pranzi importanti, al posto della scorza di limone grattugiata si mette cedro candito tritato. A Lugo il ripieno è solamente di formaggio morbido campagnolo, parmigiano, uovo speziato con noce moscata. Ad Alfonsine è di solo parmigiano, uovo e noce moscata. A Cattolica e zone vicine il ripieno tipico è a una base di formaggi (parmigiano e ricotta) con aggiunta di un misto di carni (petto di cappone o pollo, vitello, maiale) rosolate con odori e tritate, con aggiunta talvolta di mortadella, sempre con noce moscata e scorza di limone grattugiata. In Romagna vengono gustati indifferentemente in brodo di carne oppure asciutti, col ragù.
Pellegrino Artusi, originario di Forlimpopoli, nel suo La scienza in cucina e l'arte di mangiar bene, riporta la ricetta n. 7: Cappelletti all'uso di Romagna, con ripieno a base di ricotta (o ricotta e raviggiolo), petto di cappone o lombata di maiale, da cuocere nel brodo di cappone.

### Emilia
La ricetta tradizionale dei cappelletti prevede tra gli ingredienti del ripieno (batù) carni di pollo, maiale, vitello o manzo (oltre a guanciale e cotechino), parmigiano, uova e noce moscata. Per la sfoglia non ci sono particolari differenze rispetto a quella preparata per tutti gli altri tipi di pasta ripiena.

#### Ferrara
Nella provincia di Ferrara hanno il nome locale di caplìt e sono con ripieno a base di carne (arrosti e salumi) e formaggio grana, da consumare tradizionalmente in brodo. I caplàz (cappellacci) sono più grandi, con ripieno a base di zucca (oppure con ricotta ed erbe) e da consumare tradizionalmente asciutti con ragù o, in tempi più recenti, con burro e salvia.

#### Reggio Emilia
Nella provincia di Reggio Emilia (caplèt in dialetto reggiano) erano tradizionalmente preparati per le festività natalizie. Nei primi anni del XX secolo, specie nelle famiglie socialiste, si diffuse la tradizione di prepararli anche in occasione del 1º maggio, Festa dei lavoratori. Questa usanza verrà duramente contrastata dai fascisti locali durante tutto il ventennio. La variante reggiana è a forma di piccolo cappello o somigliante a un anellino. Le dimensioni e il ripieno presentano alcune differenze a seconda della zona della provincia: i cappelletti dell'Appennino reggiano sono di dimensioni più piccole rispetto a quelli della pianura. Il cappelletto reggiano tradizionale presenta un ripieno di manzo (polpa o costata), maiale (polpa), prosciutto crudo, Parmigiano Reggiano Stravecchio, noce moscata, pane grattugiato, burro, uova, sale, cipolla, aglio. Vengono cotti e serviti in brodo. Una volta nel piatto, si usava allungare il brodo con del Lambrusco Reggiano rosso.

### Marche e Umbria
Nelle Marche i cappelletti sono riconosciuti pasta tradizionale locale. Mentre, ad esempio, i tortellini in alcune aree marchigiane sono giunti solo nel tardo secondo dopoguerra "importati" dalla cucina emiliana, i cappelletti sono da sempre preparati in casa in quasi tutta la regione, sebbene storicamente legati soprattutto all'area settentrionale, linguisticamente e culturalmente più vicina alla Romagna. Nelle ricette marchigiane, il ripieno è a base di carni stufate con sedano, carota e poca cipolla, passati al tritacarne, a cui a volte vengono aggiunti anche uova crude, formaggio stagionato grattugiato, noce moscata e scorza di limone grattugiata. Sono il primo piatto tradizionale in alcune ricorrenze annuali, come i grandi pranzi di Natale.
In Umbria, i cappelletti, molto diffusi nella Provincia di Perugia e assai meno nel Ternano, vennero sicuramente introdotti dalle vicine Marche settentrionali molto tempo fa e divennero poi solo con gli anni una specialità locale. Consumati tradizionalmente in brodo di cappone sono qui considerati il piatto tipico non solo del Natale ma anche del giorno di Capodanno. A differenza della Romagna, dove il ripieno è confezionato con formaggi, la ricetta umbra prevede in aggiunta carne mista: di vitello, di tacchino o pollo e lombo di maiale.
I cappelletti asciutti, serviti con ragù di carne o altre salse, assai diffusi ormai sia nella cucina marchigiana sia in quella umbra, sono invece una creazione recente.